# エホンノセカイ
エホンノセカイは、日本の5人組ポップミュージックアーティスト。略称はエホン。

## メンバー

### はると(温音)
- ボーカル/ギター担当。バンドのリーダー。全楽曲の作詞・作曲を手掛ける。好きなアーティストはMr.Children。愛称はデコハゲ

### ゆう
- ベース/コーラス担当。高校の軽音楽部ではドラム担当。

### あさひ
- キーボード/コーラス担当。当初サポートメンバーとして参加し、2018年1月2日に正式加入。愛称は”あさぴょん”。はるとと同じ高校。

## 略歴

### 2017年
- 8月14日 ₋ バンド結成。リーダーはると(Vo.)を中心として同じ中学校・高校のつばさ(Gt.)、ゆう(Ba.)、てるとん(Dr.)が集まり結成。
- 10月 - キーボードのサポートメンバーとして、あさひが加入。
- 12月26日 - 初ライブを行う。

### 2018年
- 1月2日 - あさひ(Key.)が正式加入。
- 3月16日 - 初のオリジナル曲「モノクロ」をライブで演奏。
- 5月11日 - てるとん(Dr.)が脱退。
- 8月14日 - バンド結成1周年。現在のロゴを発表。
- 10月13日 - ドラムのサポートメンバーとして、みわゆいかが加入。
- 10月26日 - 現在のアーティスト写真（アー写）を発表。
- 11月 - 『十代白書 2019』一次予選突破。

### 2019年
- 1月4日 - 『十代白書 2019』二次予選にて「準グランプリ」受賞。みわゆいか(サポートDr.)が脱退。
- 1月7日 - ドラムのサポートメンバーとして、元Red Listの和真が加入。
- 1月13日 - 『十代白書 2019』映像審査にて決勝進出決定。
- 3月16日 - メンバーの大学受験のため4月3日のライブをもって活動休止を発表。
- 3月27日 - 『十代白書 2019』決勝大会にて「イシバシ楽器賞」を受賞。バンド初の円盤である1st demo「心呼吸」を発売。
- 4月3日 - 1st demo「心呼吸」のレコ発イベントをもって活動休止。
- 4月18日 - つばさ(Gt.)が脱退を発表。

## ディスコグラフィ

### 自主制作盤
|          | 発売日        | タイトル | 規格 | 収録曲                                        |
| -------- | ------------- | -------- | ---- | --------------------------------------------- |
| 1st demo | 2019年3月27日 | 心呼吸   | CD   | [2曲] 1. パステルカラー 2. いつかのラブソング |

## 外部サイト
- エホンノセカイ公式Twitter：https://twitter.com/ehonnosekai1
- エホンノセカイ公式YouTube：https://www.youtube.com/channel/UCzdgC9evicFytqJJZyzq_pg
- Eggs エホンノセカイサイト：https://eggs.mu/artist/EhonNoSekai1/